# نظروو (شهرستان زیانچورینسکی، باشقیرستان)
نظروو (انگلیسی: Nazarovo, Zianchurinsky District, Republic of Bashkortostan) یک شهرک در شهرستان زیانچورینسکی استان باشقیرستان کشور روسیه است.